# Финляндия на «Евровидении-2014»
Финляндия принимает участие в конкурсе песни Евровидение 2014 в Копенгагене, Дания, представив группу Softengine с песней «Something Better», отобранную посредством национального отборочного конкурса «Uuden Musiikin Kilpailu» (UMK) 1 февраля 2014 года, организованного финской телерадиокомпанией YLE.

## Национальный финал
10 июля 2013 года телерадиокомпания YLE объявила о сборе заявок, продолжавшемся до 16 сентября. Было подано 420 заявок на участие в отборочном конкурсе, из которых специальным жюри было отобрано 12 исполнителей
По правилам конкурса хотя бы один из авторов песен должен иметь финское гражданство или иметь недвижимость на территории Финляндии. От одного исполнителя могла быть послана только одна песня, которая при этом не участвует в национальном отборе от других стран. Исполнителю на май 2014 года должно исполниться 16 лет.

## На конкурсе

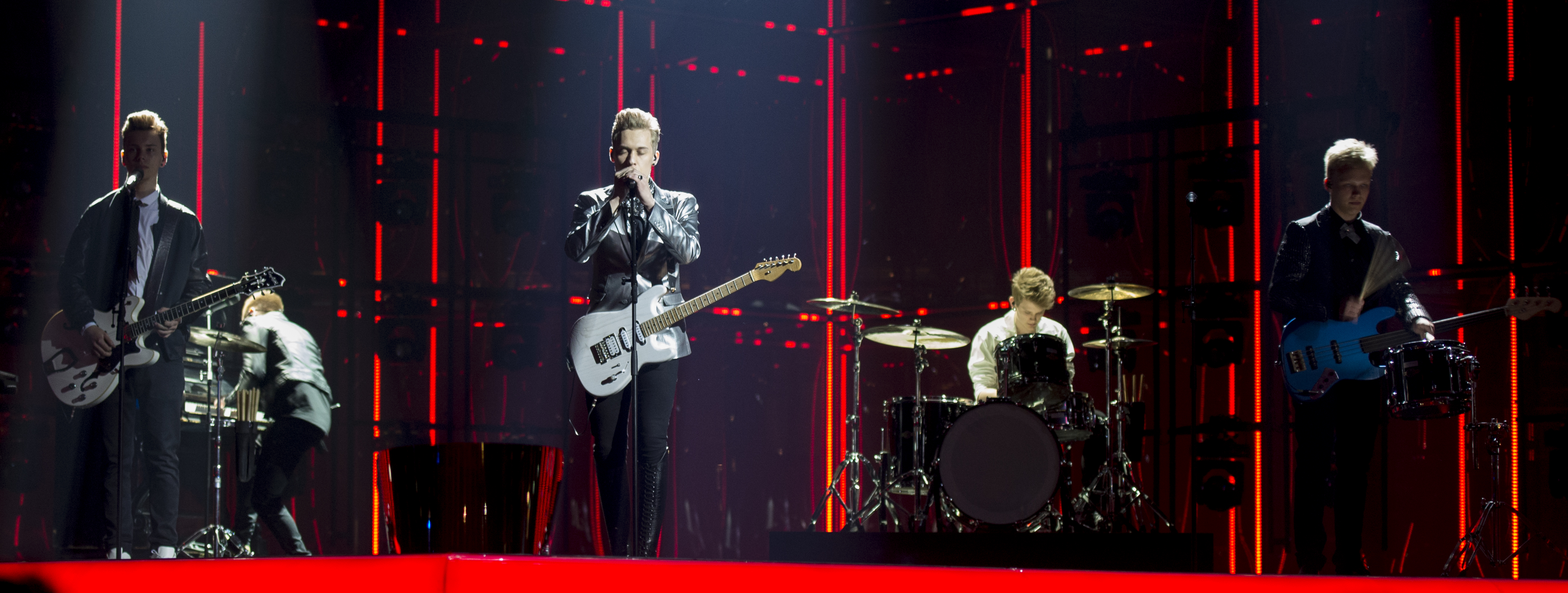
Выступление группы Softengine на генеральной репетиции перед вторым полуфиналом. 7 мая 2014

Трансляцию конкурса из Копенгагена осуществляла Yle TV2, финноязычная радиостанция Yle Radio Suomi и шведоязычная Yle Vega, а также портал Yle Areena.
Группа от Финляндии Softengine выступила с песней «Something Better» во втором полуфинале 8 мая 2014 года. Группа попала в финал, получив 97 очков и заняв в полуфинале третье
место (среди 15 участников). В финале, который состоялся 10 мая, финская группа получила 72 очка и заняла 11 место (среди 26 участников).
За выступлением Softengine в финале следили 1,3 млн телезрителей Финляндии (при населении 5,5 млн человек).

### Голоса от Финляндии
| 12 очков | Австрия            |
| 10 очков | Норвегия           |
| 8 очков  | Швейцария          |
| 7 очков  | Беларусь           |
| 6 очков  | Румыния            |
| 5 очков  | Мальта             |
| 4 очка   | Греция             |
| 3 очка   | Израиль            |
| 2 очка   | Словения           |
| 1 очко   | Северная Македония |

| 12 очков | Австрия    |
| 10 очков | Швеция     |
| 8 очков  | Нидерланды |
| 7 очков  | Норвегия   |
| 6 очков  | Дания      |
| 5 очков  | Венгрия    |
| 4 очка   | Армения    |
| 3 очка   | Мальта     |
| 2 очка   | Украина    |
| 1 очко   | Франция    |